# Rugby Union in Deutschland
Rugby Union, gemeinhin einfach Rugby oder auch Fünfzehner-Rugby genannt, gelangte Mitte des 19. Jahrhunderts durch den Nachwuchs wohlhabender Briten nach Deutschland. Einige der jungen Männer besuchten im Deutschen Bund renommierte Privatgymnasien oder studierten, andere versahen hier ihren Militärdienst und spielten in ihrer Freizeit Rugby. Dieser Einfluss wirkt bis heute nach, Hannover und Heidelberg entwickelten sich zu den Hochburgen dieses Sports in Deutschland.

## Geschichte

### Die Anfänge im 19. Jahrhundert
1823 entstand an der Public School der mittelenglischen Stadt Rugby ein neues Spiel: Ein Schüler namens William Webb Ellis nahm der Legende nach den Ball im Laufe eines Fußballspiels „in feiner Missachtung der Regeln“ (Thomas Hughes: Tom Brown’s Schooldays) in die Hände, rannte davon und legte ihn ins gegnerische Tor. Zwar hat Ellis wirklich gelebt und zu dieser Zeit in Rugby studiert, wie sich anhand der erhaltenen Matrikeln nachweisen lässt, ob er aber der Erfinder war, lässt sich nicht beweisen. Abgesehen davon bestanden zu diesem Zeitpunkt noch keine allgemein gültigen Regeln in den jahrhundertealten Vorgängerspielen von Fußball und Rugby: Der Ball konnte getreten, getragen, geworfen und je nach Größe auch gerollt oder geschoben werden. Spielerzahl und Feldgröße waren nicht festgelegt.
Am Internat von Rugby war das Spielen des Balles mit der Hand bereits erlaubt; nur durfte er nicht getragen werden, und ins Tor musste man ihn auf jeden Fall mit dem Fuß befördern. Insoweit hatte das Spiel Ähnlichkeit mit Gaelic Football. Die Neuerung, den Ball zu tragen und einen Versuch zu legen wurde zwischen 1820 und 1823 eingeführt. Der ovale Ball, der das Tragen eng am Körper erleichtert, wurde erstmals 1851 vom Schuh- und Ballhersteller Gilbert nahe dem Internat in Rugby angefertigt.
Eine klare Trennung zwischen Fußball und Rugby erfolgte erst nach 1863, als in London die Football Association (FA) gegründet wurde, die nach den 1846 aufgestellten Regeln der Universität Cambridge das Spielen des Balls mit der Hand abschaffte. Acht Jahre später, am 26. Januar 1871, wurde die Rugby Football Union (RFU) gegründet, die in der Folgezeit die Regeln aus dem Jahr 1845 der Public School von Rugby standardisierte.

### Entwicklung der ersten Vereine und des Spielbetriebs
Die erste deutsche Rugby-Mannschaft gab es am Neuenheim College in Heidelberg, dessen Schüler um 1850 herum mit einem Spiel Aufsehen erregten, das die Jugendlichen der Stadt „Durchtragerles“ nannten. William Cail, der von 1892 bis 1894 Präsident der Rugby Football Union in England war, berichtete später von begeisternden Rugbyspielen um 1865 auf dem Cannstatter Wasen, wo er als Zögling der Kloseschen Anstalt, einer Stuttgarter Privatschule, mitgespielt hatte. Edward Hill Ullrich war Pädagoge am Neuenheim College, dem heutigen Heidelberg College, und an der Dr. Gaspey’s Schule und sammelte um 1870 die Rugby-begeisterten Schüler beider Lehranstalten um sich, um auf den Neckarwiesen erste Trainings durchzuführen. Unter seiner Leitung gründeten Schüler am 9. Mai 1872 den Heidelberger Ruderklub von 1872 (HRK 1872), der älteste heute noch bestehende deutsche Rugby-Verein.
Unter den aus England übernommenen Mannschaftssportarten dominierte im Deutschen Reich seit Beginn der 1870er Jahre zunächst Rugby Football. Dieser wurde hauptsächlich von hier lebenden Briten und Amerikanern betrieben. Dies änderte sich erst in den späten 1880er Jahren zu Gunsten des Fußballs. Frühe Rugbyspiele bis 1880 sind überliefert von Mannschaften aus Darmstadt, Frankfurt, Heidelberg, Neuenheim, Cannstatt, Karlsruhe, Baden-Baden, Wiesbaden, Kassel und Hannover. Diese Spiele sind aus heutiger Sicht als Freundschaftsspiele zu bezeichnen.
Am 14. September 1878 wurde in Hannover der erste deutsche Sportverein aus der Taufe gehoben, der sich von Beginn an weder dem Turnen noch dem Wassersport, sondern ausschließlich dem Rasensport widmete: der Deutsche Fußballverein Hannover. Mitbegründer und erster Präsident war Ferdinand Wilhelm Fricke. Nach ihm ist die Straße benannt, in der sich heute die Geschäftsstelle des Deutschen Rugby-Verbandes (DRV) befindet. Am 17. Oktober 1883 fand in Hannover das erste Rugby-Wettspiel zwischen Deutschen und Engländern statt. Ab 1898 wurde ein Wettbewerb um den Hannoverschen Pokalmeister ausgespielt, den als Erster der 1868 gegründete English Football Club Hannover gewann.
Am 1. September 1880 hatte sich in Frankfurt/Main als Zusammenschluss verschiedener Vereine mit dem Fußballclub Frankfurt bereits ein weiterer Rugby-Verein gebildet, dessen Vereinsgründer Hermann Stasny war. Dieser wagte 1894 als erster deutscher Verein eine Reise ins Mutterland des Rugbyspiels, wo gegen den Blackheath RFC aus London verloren wurde. Von Pierre de Coubertin, der 1896 die Olympischen Spiele der Neuzeit in Athen begründet hatte, bekam der Verein eine Einladung, als Vertretung Deutschlands anlässlich der Pariser Weltausstellung am Rugbyturnier der II. Olympischen Spiele teilzunehmen. Da es immer noch keinen Verband geschweige denn eine Nationalmannschaft gab, wurde als Vertretung Deutschlands der FC Frankfurt beauftragt, am Rugby-Turnier teilzunehmen.
Ein Zusammenschluss der deutschen Vereine scheiterte lange an gegensätzlichen Interessen. Als die von norddeutschen Vereinen 1886 angeregte Gründung eines Deutschen Rugby-Fußball-Bundes unterblieb, schloss sich der DFV 1878 Hannover dem Deutschen Fußball- und Cricket-Bund an, während die Vereine in Cannstatt und Frankfurt am Main der Süddeutschen Fußball-Union beitraten.
Trotz der Uneinigkeit der Vereine siegte schließlich die Einsicht in Notwendigkeiten. Am 13. Februar 1898 trafen sich in Heidelberg die Rugbyspieler dieser Stadt mit ihren Sportfreunden vom FV Stuttgart 93 und Frankfurt am Main zu einem ersten Deutschen Rugby-Tag, an dem sich mit dem Wunsch nach einer gemeinsamen Zukunft auch Vertreter von Vereinen des Associations-Fußballs beteiligten. Treibende Kraft bei den Debatten über Ausbreitungsstrategien, Spielpläne und Schiedsrichter war Professor Dr. Edward Hill Ullrich, der sich vor allem dafür starkmachte, den Kontakt zu den norddeutschen Vereinen zu verstärken und die Gründung eines Dachverbandes zu forcieren. Er stieß aber auf wenig Gegenliebe.
Zunächst wollte man alle Fragen ohne die Gründung eines Verbandes auf weiteren Rugby-Tagen klären. Im August 1898 sowie im Februar und September 1899 wurden solche Zusammenkünfte in Frankfurt am Main, Stuttgart und Cannstatt abgehalten, ehe auf dem 5. Deutschen Rugby-Tag am 11. März 1900 in Hannover 19 Vereine beschlossen, zukünftig gemeinsam zu handeln. Es wurde beschlossen das englische Regelwerk zu übersetzen, im November 1900 das erste Nord-Süd-Spiel auszutragen und dem kurz zuvor gegründeten Deutschen Fußball-Bund beizutreten, der den Associations-Fußball organisiert.
Auf dem 6. Deutschen Rugby-Tag in Kassel wurde schließlich am 4. November 1900 der Deutsche Rugby-Fußball-Verband innerhalb des Deutschen Fußball-Bundes gegründet. Sein erster Präsident wurde Ferdinand Wilhelm Fricke vom DSV 1878 Hannover und Konrektor des dortigen Realgymnasiums. Erst ein Jahr später, am 4. November 1901, machte man sich selbstständig, trat aus dem Deutschen Fußball-Bund aus und nannte sich seitdem Deutscher Rugby-Verband (DRV).
Unter dem Dach des DRV fanden nun jährlich ab 1900 Nord-Süd-Spiele, ab 1909 deutsche Meisterschaften und ab 1927 Länderspiele statt. In der Zeit bis 1930 gründeten sich fünf regionale Verbände:
- Als erster am 19. Mai 1900 der Verband Hannoverscher Fußball-Vereine. Er benannte sich zweimal um: am 27. Januar 1906 in Verband Nordwestdeutscher Rugby-Vereine und am 9. März 1920 in Norddeutscher Rugby-Fußball-Verband.
- 1909 wurde der Süddeutsche Rugby-Verband ins Leben gerufen. Seine Mitgliedsvereine verteilten sich auf Baden, Württemberg und den Großraum Frankfurt am Main.
- Am 10. Juni 1922 entstand der Westdeutsche Rugby-Fußball-Verband, dessen Vereine sich im Großraum Köln/Bonn/Düsseldorf befanden. Er kann als Vorläufer des Rugby-Verband Nordrhein-Westfalen angesehen werden.
- Am 26. Juli 1924 gründete sich der Brandenburgisch-Mitteldeutsche Rugbyverband mit Vereinen aus Berlin und Leipzig. Eine Meisterschaftsrunde wurde jedoch schon ab 1921 (wohl innerhalb des entsprechenden Fußballverbandes) ausgetragen.
- 1930 entstanden aus dem Brandenburgisch-Mitteldeutschen Rugbyverband der Brandenburgische Rugby-Fußball-Verband und der Mitteldeutsche Rugby-Fußball-Verband. Der erstgenannte ist die Keimzelle des heutigen Berliner Rugby-Verbandes. Der letztgenannte umfasste das Land Sachsen.

Durch den Zweiten Weltkrieg bedingt wurde das letzte Länderspiel 1940 und die letzte Meisterschaft 1942 ausgetragen.

### Nach dem Zweiten Weltkrieg
Der Spielbetrieb begann nach dem Krieg mit Freundschaftsspielen, besonders auch gegen britische Militärauswahlen. Ab 1947/48 wurden wieder Meisterschafts- und Pokalrunden ausgetragen. Bis Anfang der 1950er Jahre hatten sich der DRV und sechs Landesverbände (wieder) gegründet, die es vor dem Krieg schon als Verbände oder Sportbereiche gegeben hatte. 1962 wurde der Rugby-Verband Bremen gegründet, dem bis 2001 allerdings nur ein Verein angehörte. 1962 wurde der DRV-Pokal, 1971 die Rugby-Bundesliga und 1983 der Liga-Pokal eingeführt.
Ende 1990 wurden die Landesverbände Brandenburg und Sachsen in den DRV aufgenommen. In der zweiten Hälfte der 1990er Jahre wurden in vier Ländern neue Rugby-Verbände gegründet, deren Vereine zuvor in benachbarten Ligen mitgespielt hatten:
- Februar 1996 Bayern (Die Vereine spielten zuvor gegen US-amerikanische Militärmannschaften, nach dem Abzug der US-Streitkräfte als Gäste in Baden-Württemberg).
- Oktober 1997 Schleswig-Holstein (Die letzten Vereine aus Kiel spielten bis zu ihrer Auflösung 1962 in der Hamburger Liga quasi eine „Nordmark-Meisterschaft“ weiter. Später gegründete Vereine in Geesthacht und Lübeck nahmen zeitweilig an der Hamburger Regional- oder Landesliga teil).
- November 1998 Rheinland-Pfalz (Teilnahme vorher in Baden-Württemberg).
- August 1999 Thüringen (Bisher fünf Vereine in Gera, Jena, Erfurt, Halle und Staßfurt. Der ehemalige Landesverband Sachsen-Anhalt schloss sich mit den beiden Vereinen aus Halle und Staßfurt dem Thüringer Landesverband an).

Keine Verbände gibt es (Mai 2008) in Mecklenburg-Vorpommern (Teilnahme in Schleswig-Holstein) und dem Saarland (Teilnahme in Rheinland-Pfalz). Der nach 2000 gegründete Landesverband Sachsen-Anhalt löste sich nach wenigen Jahren wieder auf (siehe Thüringen).
Hochburgen des deutschen Rugby-Union-Sports sind die Städte Hannover mit elf Vereinen, Berlin mit neun Vereinen und Heidelberg mit sieben Vereinen. Erfolgreich sind besonders Hannover und Heidelberg: Seit Wiederbeginn 1948 standen in jedem Endspiel um die deutsche Meisterschaft eine oder zwei Mannschaften aus Hannover oder/und Heidelberg.

## Der Deutsche Rugby-Verband

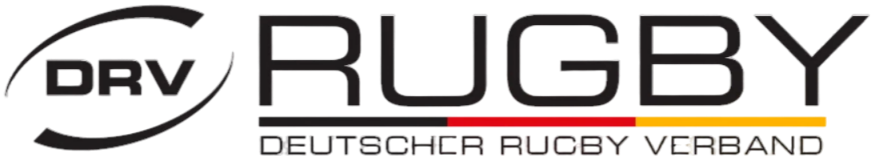
Logo des Deutschen Rugby-Verband

Der Deutsche Rugby-Verband (DRV) ist der Dachverband für die einzelnen deutschen Landesverbände und Vereine in den beiden Wettkampfformen XVer-Rugby und 7er-Rugby. Er wurde am 4. November 1900 in Kassel gegründet und hat heute seinen Sitz im Haus des Sports in Hannover. Seine ordentlichen Mitglieder sind die Landesverbände sowie die beigetretenen Rugby-Vereine.
Seit 1934 ist der Deutsche Rugby-Verband Gründungsmitglied der Fédération Internationale de Rugby Amateur Association Européenne de Rugby (FIRA-AER) dem europäischen Rugby-Verband und seit 1988 Mitglied im Rugby-Weltverband IRB.
Der DRV stellt die deutsche Rugby-Union-Nationalmannschaft zusammen und organisiert die unter seinem Dach ausgetragenen nationalen Wettbewerbe zur Meisterschaft, DRV-Pokal, Liga-Pokal sowie weiterer Frauen-, Jugend- und Amateurwettbewerbe unterstützt durch die Deutsche Rugby-Jugend und Deutsche Rugby-Frauen.

### Ausrichtung der 7er-Europameisterschaft 2009
Der Deutsche Rugby-Verband richtete im Jahr 2009 die Europameisterschaft unter dem Titel Hannover 7s, mit Unterstützung lokaler Vereine, aus. Die deutsche Nationalmannschaft konnte im Plate-Finale gegen Polen mit 12:07 gewinnen.

## Die deutsche Rugby-Union-Nationalmannschaft
Die deutsche Rugby-Union-Nationalmannschaft ist die vom Bundestrainer getroffene Auswahl der deutschen Spieler, die den Deutschen Rugby-Verband (DRV) auf internationaler Ebene, zum Beispiel in Freundschaftsspielen gegen die Auswahlmannschaften anderer nationaler Verbände, aber auch bei der Europameisterschaft des europäischen Kontinentalverbandes FIRA-AER repräsentiert. Sie trug ihr erstes Spiel im Jahr 1927 aus und hat sich noch nie für die Endrunde der Rugby-Union-Weltmeisterschaft qualifiziert.
Die Sportart Rugby-Union wird in zwei Varianten gespielt. Demzufolge stellt der Deutsche Rugby-Verband auch eine 15er- und eine 7er-Nationalmannschaft auf.

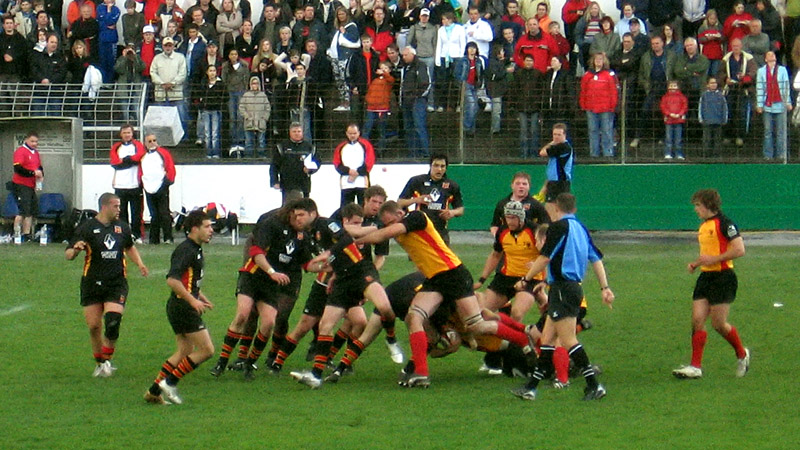
WM-Qualifikationsspiel Deutschland gegen Belgien

### Deutsche 15er-Nationalmannschaft (Männer)

#### Teilnahme an Olympischen Spielen
| Jahr | Division/Liga |
| ---- | ------------- |
| 1900 | 2. Platz      |

#### Teilnahme an Rugby-Weltmeisterschaften
| Jahr | Division/Liga          |
| ---- | ---------------------- |
| 1987 | nicht teilgenommen     |
| 1991 | 1. Qualifikationsrunde |
| 1995 | 2. Qualifikationsrunde |
| 1999 | 2. Qualifikationsrunde |
| 2003 | 2. Qualifikationsrunde |
| 2007 | 3. Qualifikationsrunde |
| 2011 | 5. Qualifikationsrunde |
| 2015 | 6. Qualifikationsrunde |
| 2019 | Repechage              |

#### Teilnahme an Rugby-Europameisterschaften
An der Europameisterschaft der FIRA, genannt European Nations Cup, nimmt der Deutsche Rugby-Verband seit der Gründung des Wettbewerbs teil. Das Turnier ist in drei Divisionen aufgeteilt, welche wiederum bis zu vier Unterdivisionen umfassen. In jeder Unterdivision gibt es fünf oder sechs Teams (außer Division 3 mit drei Teams). Eine Spielzeit dauert zwei Jahre, in denen jedes Team gegen alle anderen einer Unterdivision Hin- und Rückspiel absolviert. Am Saisonende steigen die Gruppenersten in die nächsthöhere Division auf, während die Letztplatzierten absteigen.
| Jahr      | Platzierung/Ausscheid |
| --------- | --------------------- |
| 1965–1966 | Division 1            |
| 1966–1967 | Division 2            |
| 1967–1969 | Division 1            |
| 1969–1981 | Division 2            |
| 1981–1983 | Division 1            |
| 1983–1984 | Division 2            |
| 1984–1985 | Division 3            |
| 1985–1992 | Division 2            |
| 1992–1995 | Division 1            |
| 1995–2008 | Division 2            |
| 2008–2012 | Division 1            |
| 2012–2014 | Division 1B           |
| seit 2014 | Division 1A           |

### Deutsche 7er-Nationalmannschaft (Männer)

#### Teilnahme an der Europameisterschaft
Die 7er-Europameisterschaft wird in Turnierform unter dem Titel Grand Prix Series (GPS) durchgeführt.
| Jahr | Platzierung |
| ---- | ----------- |
| 2013 | 10.         |
| 2015 | 4.          |
| 2017 | 5.          |
| 2018 | 2.          |
| 2019 | 1.          |

### Deutsche 7er-Nationalmannschaft (Frauen)
Die Frauennationalmannschaft im 7er-Rugby bereitet sich intensiv auf die Qualifikation für Olympia 2016 vor. Insider rechnen den Frauen im Gegensatz zu den Männern eine minimale Chance auf die Teilnahme zu.

## Der deutsche Rugby-Sport im Ligabetrieb

### Anfänge der Liga
Die erste Wettkampfserie, die über Freundschaftsspiele hinausging, wurde im Norden als Hannoversche Pokalmeisterschaft ausgetragen. Sie begann 1898, also noch vor der Gründung des DRV und des ersten Regionalverbandes. 1909 starteten dann offiziell die Nord- und die Süddeutsche Meisterschaft, deren Gewinner zunächst automatisch im Deutschen Finale standen. Ab 1921 begannen Punktrunden in Brandenburg-Mitteldeutschland und ab 1931 in Westdeutschland. Auch ihre Sieger beanspruchten nun, um die Deutsche Meisterschaft mitzuspielen. Auf Grund der Kräfteverhältnisse änderte sich jedoch kaum etwas an der Endspiel-Beteiligung.
Ab der Saison 1935/36 wurden wie in anderen Sportarten im Reichsbund für Leibesübungen Sportbereiche auf Grundlage der Gaue eingerichtet, die ihre Meister ausspielten. Das waren im Rugby insgesamt acht: Nordmark (Schleswig-Holstein, Hamburg und Mecklenburg), Niedersachsen (mit Bremen), Berlin-Brandenburg, Sachsen, Mittelrhein-Niederrhein (Teile des heutigen Nordrhein-Westfalen), Südwest (Hessen), Baden und Württemberg-Bayern. In den Kriegsjahren 1941 und 1942 wurden nur noch in Niedersachsen und Berlin Meisterrunden ausgetragen, deren Sieger nun ein Hin- und Rückspiel gegeneinander führten. Nach dem Krieg stritten wieder sechs Regionalmeister um den Titel. Die Landesverbände hießen nun Hamburg, Niedersachsen, Berlin, West (später Nordrhein-Westfalen), Hessen und Baden (ab 1970 Baden-Württemberg). Die beiden letztgenannten bildeten zeitweilig eine gemeinsame Liga „Südwest“. Weiterhin wurde der Deutsche Meister durch regionale Meisterschaften, verbandsübergreifende Zwischenrundenspiele und ein Finale ausgespielt. Dabei wurden später in den Zwischenrunden nicht mehr Nord- und Südsieger ermittelt, so dass im Endspiel auch schon hin und wieder zwei Vereine des Nordens aufeinander treffen konnten.
Dieser Zustand währte bis zur Gründung der Bundesliga mit der Saison 1971/72. Sie begann in zwei Staffeln, Nord und Süd. Somit trugen am Saisonende wieder die „Meister“ aus Nord und Süd den Kampf um den deutschen Titel aus. Unterbau der Bundesliga blieben die sechs Landesverbände, deren oberste Spielklassen jetzt als Regionalligen bezeichnet wurden.

### Nach der Wiedervereinigung
Mit dem Beitritt der DDR zur Bundesrepublik Deutschland wurde auch der Deutsche Rugby-Sportverband der DDR im November 1990 aufgelöst und die Landesverbände Sachsen und Brandenburg mit ihren 17 Vereinen in den DRV aufgenommen. Dies brachte eine Umgliederung der Bundesliga und die Einführung der zweigeteilten 2. Bundesliga mit sich. Seit der Bildung der einteiligen 1. Bundesliga spielten die beiden Tabellenersten mit der Ausnahme 2002 ein Finale aus.
Ab 2012 fand eine umfangreiche Ligareform statt. Im Rahmen dieser Reform wurde die 1. und 2. Bundesliga in regionale Vorrunden aufgeteilt. So gibt es seit der Saison 2012/13 jeweils für Nord/Ost/Süd/West unterschiedliche Erst- und Zweitligen. Viele ehemalige Regionalligisten stiegen damit am Grünen Tisch in die Bundesliga auf. Zusätzlich wurde der Auf- und Abstieg neu geregelt. Bereits acht Monate nach der Umsetzung der ersten Phase der Ligareform kam Kritiken auf, die zum Teil die Rückkehr zum alten System forderten. Seit 2015 wird in einer zweigleisigen 1. Bundesliga gespielt.
Deutsche Rugbyhochburgen sind gemessen an der Endspielbeteiligung mit deutlichem Abstand Hannover und Heidelberg. So sind auch ehemalige Meistermannschaften aus Döhren, Linden, List und Ricklingen Stadtteilvereine aus Hannover und der SC Neuenheim und TSV Handschuhsheim Vereine, die in Heidelberg beheimatet sind.

### Das Rugby-Ligasystem, 2021/22
| 1. Bundesliga | 1. Bundesliga |
| --- | --- |
| Nord/Ost • Berlin Grizzlies • Berliner RC • Hamburger RC • Hannover 78 • RC Leipzig • RK 03 Berlin • SC Germania List • VfR Döhren 06 | Süd/West • RG Heidelberg • Heidelberger RK • RC Luxemburg • RK Heusenstamm • SC Frankfurt 1880 • SC Neuenheim • TSV Handschuhsheim • TV 1834 Pforzheim |

| 2. Bundesliga | 2. Bundesliga | 2. Bundesliga | 2. Bundesliga |
| --- | --- | --- | --- |
| Nord • Bremen 1860 • DRC Hannover • FC St. Pauli • Hannover 78 II • Rugby Tourists Münster • TSV Victoria Linden • Wiedenbrücker TV | Ost • Berliner RC II • Berliner SV 1892 e. V. • RC Dresden e. V. • Rugby Union Hohen Neuendorf • SV Stahl Hennigsdorf • USV Jena • Veltener RC | West • BSC Offenbach • RC Bonn-Rhein-Sieg • RC Waferdange • RSV Köln e. V. • SC Frankfurt 1880 II • TuS 95 Düsseldorf | Süd • Heidelberger TV • München RFC • Neckarsulmer SU • RC Rottweil • RC Unterföhring • RFC Augsburg e. V. • StuSta München • TSV 1846 Nürnberg |

| Regionalliga | Regionalliga | Regionalliga | Regionalliga | Regionalliga |
| --- | --- | --- | --- | --- |
| RL Nord • FC St. Pauli II • FT Adler Kiel von 1893 • Hamburg Exiles RFC • Hamburger RC II • RSG M-V • SC Germania List II • SV Odin Hannover • TuS Lübeck 1893 • Welfen Braunschweig | RL Nordost • Berlin Bruisers/ Berlin Grizzlies II (SG) • Berlin Irish RFC Berliner RC III / SC Siemensstadt (SG) • Berliner SC • RK 03 Berlin II • USV Potsdam/ RU Hohen Neuendorf II (SG) • USV Halle Rovers | RL NRW • Bochum/ Münster II (SG) • Grashof RC Essen • RC Paderborn • RFC Dortmund • RSV Köln II • SG Hürth/Solingen • TuS 95 Düsseldorf II | RL Baden-Württemberg • Karlsruher SV • Freiburger RC • Heidelberger RK II • RC Tübingen/ Neckarhausen (SG) • RG Heidelberg II • SC Neuenheim II • Stuttgarter RC • TSV Handschuhsheim II | RL Bayern • München RFC II • RC Innsbruck • RC Regensburg/ Raigering (SG) • RFC Bad Reichenhall • SG Bayreuth/Bamberg/Hersbruck/Lauf • StuSta Freimann II • TV Kempten • VFB Ulm |

| Regionalliga/Verbandsliga | Regionalliga/Verbandsliga         | Regionalliga/Verbandsliga | Regionalliga/Verbandsliga             | Regionalliga/Verbandsliga |
| --- | --------------------------------- | --- | ------------------------------------- | --- |
| Verbandsliga Nord • FC St. Pauli III • Hamburger RC II • Jesteburg Exiles • Northern Lions • Osnabrück RFC • Crusaders Cloppenburg • SV 08 Ricklingen • SV Odin Hannover II • SV Sparta Werlte • TSB Karlshöfen • Union 60 Bremen | Verbandsliga NRW • Turnierbetrieb | Regionalliga Hessen • BSC Offenbach II • Eintracht Frankfurt • RK Heusenstamm II • RU Marburg • Rugby Cassel • SC Frankfurt 1880 III • TG 75 Darmstadt • TSV Krofdorf-Gleiberg • URC Gießen 01 | VL Baden-Württemberg • Turnierbetrieb | VL Bayern Staffel Nord • BTS 1861 Bayreuth • FC Eintracht Bamberg • TSV 1846 Nürnberg II • TV 1848 Coburg • Würzburger RK 2012 e. V. Staffel Süd • Allgäu Rugby • Fürstenfeldbruck/ TeamMünchen • SG Unterföhring2/Ingolstadt • TSB Ravensburg Ravens • TSV Nördlingen |

## Die deutschen Rugby-Wettbewerbe

### Meisterschafts-Endrunde
Jeweils die zwei besten Mannschaften der beiden Staffeln der 1. Bundesliga (Nord und Süd) qualifizieren sich für die Meisterschafts-Endrunde. Wobei der Platz 1 (Süd) daheim gegen Platz 2 (Nord), sowie Platz 1 (Nord) daheim gegen Platz 2 (Süd) spielt. Die beiden Gewinner tragen dann die Meisterschaft aus.

### Liga-Pokal
Die Pokalwettbewerbe DRV-Pokal und Liga-Pokal stehen im unmittelbaren Zusammenhang.

## Deutsche Mannschaften in internationalen Wettbewerben

### North-Sea-Cup
Der North-Sea-Cup ist ein seit 2011 jährlich stattfindender Rugby-Union-Wettbewerb für Vereinsmannschaften aus Belgien, Deutschland und den Niederlanden.

### Europapokal
Seit Anfang der 1960er Jahre veranstaltet die FIRA mit Unterbrechungen Europapokal-Wettbewerbe, an denen auch deutsche Mannschaften teilnahmen. Zusätzlich wurde 2005 erstmals ein European Clubs Cup ausgespielt. Zunächst gibt es eine Vorrunde mit regionalen Gruppen, deren Sieger eine Endrunde bestreiten – jeder gegen jeden. Heute sind hier keine deutschen Vereine mehr vertreten.

## Rugby in der DDR
Im Herbst 1950 wurde der Fachausschuss Rugby im Deutschen Fußball-Verband der DDR gegründet, der am 20. April 1958 als Deutscher Rugby-Sportverband der DDR (DRSV) selbstständig wurde. 1954 erfolgte die vorläufige und 1956 die endgültige Aufnahme des Fachausschusses in den europäischen Verband FIRA. Nach der Wiedervereinigung löste sich der DRSV zum 7. Dezember 1990 in Werder (Havel) auf.

### Länderspiele der DDR
Zum ersten Länderspiel trat die DDR-Auswahl 1951, und damit ein Jahr vor dem Team des westdeutschen DRV, in Bukarest gegen Rumänien an. Die Spiele fanden meist gegen die Teams Rumäniens, Polens, der Tschechoslowakei und Bulgariens statt. Vergleiche mit westlichen Gegner waren die Ausnahme. An der Europameisterschaft der FIRA beteiligte sich die DDR nie.

### DDR-Meisterschaft
In der DDR konzentrierten sich die Rugby spielenden Vereine, Betriebssportgemeinschaften und andere Sportgemeinschaften in Berlin, dem brandenburgischen Umland sowie in Leipzig. Dominierender Verein war die BSG Stahl Hennigsdorf, die alleine 27 Meisterschaften feiern konnte. Weitere etablierte Mannschaften waren die BSG Lokomotive Wahren Leipzig, die HSG DHfK Leipzig, die BSG Post Berlin, die BSG Empor Velten, der ASK Vorwärts Berlin, die SG Dynamo Potsdam, die BSG Stahl Brandenburg, die BSG Grün-Weiß Birkenwerder, die BSG Stahl Leegebruch, die BSG Lokomotive Oranienburg und andere.
|                                 | 1961: HSG DHfK Leipzig (5)       | 1971: BSG Stahl Hennigsdorf (13)        | 1981: BSG Stahl Hennigsdorf (18) |
| 1952: BSG Stahl Hennigsdorf (1) | 1962: BSG Stahl Hennigsdorf (4)  | 1972: BSG Stahl Leegebruch (1)          | 1982: BSG Stahl Hennigsdorf (19) |
| 1953: BSG Stahl Hennigsdorf (2) | 1963: BSG Stahl Hennigsdorf (5)  | 1973: BSG Stahl Hennigsdorf (14)        | 1983: BSG Stahl Hennigsdorf (20) |
| 1954: HSG DHfK Leipzig (1)      | 1964: BSG Stahl Hennigsdorf (6)  | 1974: BSG Stahl Hennigsdorf (15)        | 1984: BSG Stahl Hennigsdorf (21) |
| 1955: HSG DHfK Leipzig (2)      | 1965: BSG Stahl Hennigsdorf (7)  | 1975: BSG Stahl Hennigsdorf (16)        | 1985: BSG Stahl Hennigsdorf (22) |
| 1956: ASK Vorwärts Berlin (1)   | 1966: BSG Stahl Hennigsdorf (8)  | 1976: BSG Stahl Hennigsdorf (17)        | 1986: BSG Stahl Hennigsdorf (23) |
| 1957: HSG DHfK Leipzig (3)      | 1967: BSG Stahl Hennigsdorf (9)  | 1977: BSG Lokomotive Wahren Leipzig (1) | 1987: BSG Stahl Hennigsdorf (24) |
| 1958: ASK Vorwärts Berlin (2)   | 1968: BSG Stahl Hennigsdorf (10) | 1978: BSG Lokomotive Wahren Leipzig (2) | 1988: BSG Stahl Hennigsdorf (25) |
| 1959: HSG DHfK Leipzig (4)      | 1969: BSG Stahl Hennigsdorf (11) | 1979: BSG Lokomotive Wahren Leipzig (3) | 1989: BSG Stahl Hennigsdorf (26) |
| 1960: BSG Stahl Hennigsdorf (3) | 1970: BSG Stahl Hennigsdorf (12) | 1980: BSG Lokomotive Wahren Leipzig (4) | 1990: BSG Stahl Hennigsdorf (27) |

### Pokal des Deutschen Rugby-Sportverbandes
Rekordpokalsieger war ebenfalls die BSG Stahl Hennigsdorf mit mindestens 13 Erfolgen. Neben den Hennigsdorfern konnten lediglich drei weitere Mannschaften Pokalsiege feiern. Neben Hennigsdorf gewann die HSG DHfK Leipzig den Pokal mindestens zweimal (1954 und 1955) und die SG Dynamo Potsdam (1975) und die BSG Lokomotive Leipzig-Wahren (1980) einmal.

## Frauen-Rugby
Frauen-Rugby wurde bereits 1987 in gut 20 Ländern der Welt ernsthaft betrieben, darunter auch in Deutschland. Dies führte 1988 zur Einführung der deutschen Meisterschaft.
International fand 1990 ein noch inoffizielles Rugby World Cup Festival for Women in Neuseeland statt, unter anderem mit den USA und Japan, dem 1991 in Wales und 1994 in Schottland je ein World Cup folgte. Dieser wurde 1998 zur IRB-Frauen-WM aufgewertet, an der auch die DRV-Fünfzehn teilnahm.
In Europa gibt es seit 1999 ein Five Nations beziehungsweise ab 2001 Six Nations Tournament, das den deutschen Spielerinnen (wie das Gegenstück bei den Männern) verschlossen ist. Sie können sich aber an der seit 1995 jährlich stattfindenden Europameisterschaft beteiligen.

### Frauennationalmannschaft
Die Frauennationalmannschaft des DRV wurde 1989 aufgestellt. Sie trat im gleichen Jahr am 14. Oktober in Berlin zum ersten Länderspiel an und verlor 0:8 gegen Schweden. Im Gegensatz zu den Männern durfte die Frauen-Fünfzehn schon knapp neun Jahre nach ihrer Gründung an einer Weltmeisterschaft teilnehmen: im Mai 1998 in Amsterdam. Nachdem sie bereits 1997 im August in Hürth gegen England und im November in Hamburg gegen Irland angetreten war, spielte sie in den Niederlanden gegen Neuseeland, Wales, Italien, Schweden und die Gastgeberinnen. Innerhalb von zwei Jahren konnten die Frauen also gegen vier „Rugby-Großmächte“ ihr Können unter Beweis stellen, gegen die die deutschen Männer in mehr als 70 Jahren nie antreten durften. Leider fielen auch die Niederlagen entsprechend hoch aus: 0:84 gegen England, ein recht achtbares 6:32 gegen Irland, 6:134 gegen Neuseeland und 12:55 gegen Wales.
Bei der 2. Frauen-WM im Mai 2002 in Barcelona unterlagen die deutschen Frauen wieder in allen vier Spielen: in der Vorrunde 0:117 gegen Neuseeland und 0:77 gegen Wales (um Gruppenplatz 3), in der Zwischenrunde 0:18 gegen Irland, und im Spiel um Platz 15/16 ganz knapp mit 19:20 gegen die Niederlande.
Europameisterschaften der FIRA: Hier traten die deutschen Frauen bei der 2. EM 1996 in Madrid und bei der 3. EM 1997 in Nizza an und erreichten jeweils den letzten Platz (Rang 5 beziehungsweise 8). Erst für die 7. Europameisterschaft 2002 im italienischen Treviso waren sie wieder qualifiziert und erzielten Platz 3 bei insgesamt nur 4 Teilnehmern. Anfang Mai 2004 nahmen sie am B-Turnier teil, das zusammen mit der 8. EM in Südfrankreich stattfand. Hier spielten vier Teams im Modus jeder gegen jeden. Die deutsche Fünfzehn gewann hoch gegen Norwegen (67:0) und Dänemark (42:0), verlor das letzte Spiel jedoch mit 0:30 gegen die Niederlande und schloss den Wettbewerb mit Platz 2 ab.
Neuere Entwicklung: Bei der Europameisterschafts-Endrunde im April 2005 in Hamburg verlor die DRV-Auswahl das Halbfinale am 7. April gegen Italien mit 0:52 und das Spiel um Platz 3 zwei Tage später gegen Schweden mit 5:17. Danach wurde die Fünfzehner-Nationalmannschaft der Frauen aufgelöst – aus Kostengründen, hieß es zunächst.
Im Herbst 2006 begann der Neuaufbau des Teams. Vom 10. bis 15. April 2007 nahm es an der B-Europameisterschaft in Belgien teil. In Gruppe 2 verlor es gegen das als France U bezeichnete Studentinnen-Team Frankreichs mit 14:19 und gewann anschließend souverän gegen Norwegen (48:0) und Finnland (32:0), so dass es als Gruppenzweiter gegen den Zweiten der Gruppe 1 um Platz 3 spielte: Dieses Match gegen Rumänien wurde 15:0 gewonnen.
Längerfristiges Ziel ist die Qualifikation zur Weltmeisterschaft 2010.

### Meisterschaft der Frauen
1988 wurde eine Meisterschaft für Frauen eingeführt, die zunächst in Form von Turnieren oder einer Turnierserie ausgetragen wurde. Ab der Saison 1992/93 (?) gab es dann wie bei den Männern eine Bundesliga.
Sie spielte als einteilige Liga zuletzt mit 4 Vereinen (2001/02), dann mit 5 (2001/02), wieder mit 4 (2002/03 und 2003/04). Seit 2004/05 sind es 6 Teams. In der Spielzeit 2006/07 sank die Zahl wieder auf 5.
Die Bundesliga soll spätestens mit Beginn der Spielzeit 2008/09 umstrukturiert werden: Ziel sind zwei regionale Staffeln mit zunächst jeweils 4 oder 5 Vereinen, die ihre Spiele in den Monaten September bis März austragen. In den Monaten April bis Juni sollen die besten 2 Mannschaften der beiden Staffeln in Hin- und Rückspielen eine Entscheidungsrunde austragen. Anschließend bestreiten der Erste und Zweite der Entscheidungsrunde das Endspiel der deutschen Meisterschaft (möglichst in Verbindung mit dem Endspiel der deutschen Männer-Meisterschaft).
So sieht es das Präsidium des Deutschen Rugby-Verbandes vor (Arbeitsplan zur Förderung des Frauen-Rugbys im DRV).

### Frauen-Pokal
Der DRV-Pokal für Frauen wurde (angeblich) 1990 bis 1999 ausgespielt – auch unter dem Namen Women’s Cup. Jedoch sind für die Jahre bis 1997 keine Daten über teilnehmende Vereine und Gewinner vorhanden. Es sind nur die Sieger der beiden letzten Jahre bekannt.
Ab 2008/09 sollen die Dritten bis Fünften der beiden bis dahin zu bildenden Bundesliga-Staffeln in den Monaten April bis Juni in einfacher Runde die deutsche Pokal-Meisterschaft austragen. Das Endspiel der beiden Erstplatzierten soll möglichst in Verbindung mit dem deutschen Pokalendspiel der Männer ausgetragen werden.

## Nachwuchs- und Schulrugby
1968 wurde als Jugendorganisation des DRV die Deutsche Rugby-Jugend (DRJ) gegründet, die die Jugendwettbewerbe und die Nationalmannschaft der U16 und U18 betreut.
In den deutschen Schulen wird zunehmend Rugby gespielt. Die Deutsche Rugby-Jugend (DRJ) als verantwortliches Organ, versucht dies stetig zu verbessern. Dazu wird jährlich eine deutsche Meisterschaft der Schulen durchgeführt, die sich reger Beliebtheit erfreut. Außerdem gibt es seit 2011 eine Schulrugbykommission. Sie hat die Aufgabe das Schulrugby kontinuierlich weiterzuentwickeln.